# Centralnervesystemet
Centralnervesystemet (CNS) er en del af nervesystemet der inddeles i cerebrum (storhjernen), cerebellum (lillehjernen), diencephalon (mellemhjernen), mesencephalon (midthjernen), pons (hjernebroen), medulla oblongata (den forlængede marv) og medulla spinalis (rygmarven). Nervus opticus (synsnerven) og Bulbus olfactorius (lugteknuden) er også en del af CNS. CNS strækker sig fra hjerneskallen til underkanten af den anden lændehvirvel.
Mesencephalon, pons og medulla oblongata kaldes tilsammen hjernestammen. Diencephalon regnes til tider med til hjernestammen, andre gange til storhjernen. 
Diencephalon indeholder thalamus hvor den sensoriske information til hjernen løber igennem.
Den del af nervesystemet der ikke henregnes til CNS, kaldes det perifere nervesystem (PNS).